# Rothenthurm
Rothenthurm est une commune suisse du canton de Schwytz, située dans le district de Schwytz.

## Géographie

Photo aérienne prise à 1000 m par Walter Mittelholzer (1923)

Selon l'Office fédéral de la statistique, Rothenthurm mesure 22,8 km2.

## Démographie
Selon l'Office fédéral de la statistique, Rothenthurm possède 2 596 habitants fin 2023. Sa densité de population atteint 114 hab./km2.
Le graphique suivant résume l'évolution de la population de Rothenthurm entre 1850 et 2008 :